# Same Side
「Same Side」（セイム・サイド）は、WANDSの10thシングル。

## 概要
前作から約10ヶ月ぶりにリリースされた。シングルでは2nd「ふりむいて抱きしめて」以来のメンバーだけによる作詞・作曲・編曲となった。作曲に際しては、上杉昇が最初は鼻歌でメロディーを練り、ギターを爪弾きながらがなり立てるようにサビを作り、その後「どうしてもコードが付かない」と柴崎に相談、2人が電話越しに作り上げたというエピソードがある。

## ミュージックビデオ
PVの撮影風景が「BEST OF WANDS VIDEO HISTORY」に収録されている。

## 収録曲
| 全作詞: 上杉昇、全編曲: WANDS。 |                   |           |                |      |
| #                               | タイトル          | 作詞      | 作曲           | 時間 |
| 1.                              | 「Same Side」     | 上杉昇    | 上杉昇・柴崎浩 | 5:06 |
| 2.                              | 「Sleeping Fish」 | 上杉昇    | 柴崎浩         | 3:42 |
| 合計時間:                       | 合計時間:         | 合計時間: | 8:48           |      |

## 楽曲解説
1. Same Side
  - テレビ朝日系『NBA FAST BREAK』エンディングテーマ。
  - 元々はアルバム曲用で制作されており、英語詞を乗せるつもりだったという。曲はほとんど上杉昇が書いたもので、スタジオに入ってアレンジを固める時に間奏前と最後の「♪Same Side」の部分を柴崎が付け足した。このことについて上杉が「勝手に付け加えられてムッとした(笑)」と語っている[1]。
  - 2006年に、上杉がセルフカバーした際に「この曲が今の自分の音楽の原点となった」と述べている。
2. Sleeping Fish
  - メロディは柴崎が「Same Side」の制作中にふと思いつき、ラジカセを押してアドリブで鼻歌を入れるという作り方で時間もかからず完成した。そのデモテープを聴いた上杉が、その良さを生かそうとラジカセで録音した音源をイントロに使用。また、ベースは柴崎が弾いている。
  - 上杉はこの曲のデモテープを聴いた時、自分が生み出したいメロディーだったため嬉しい反面悔しかったという[2]。WANDS脱退以降、上杉がソロライブなどで歌唱することが多いWANDS時代の楽曲となっている。

## 収録アルバム
- WANDS BEST 〜HISTORICAL BEST ALBUM〜 (#1、リミックス・バージョン)
- BEST OF WANDS HISTORY (#1)
- complete of WANDS at the BEING studio (#1)
- BEST OF BEST 1000 WANDS (#1)
- WANDS BEST HITS(#1)

## 参加ミュージシャン
- ベース:明石昌夫（#1）
- ドラム:デニー・フォンハイザー（元Heart）（#1）青山純（#2）
- パーカッション:沓野行秀（#2）
- シンセサイザー:小野塚晃（元DIMENSION）（#1）
- マニピュレーター:古井弘人（元GARNET CROW）

## カバー
| 曲名      | アーティスト | 収録作品   | 発売日        | 備考           |
| --------- | ------------ | ---------- | ------------- | -------------- |
| Same Side | 上杉昇       | 『SPOILS』 | 2006年12月6日 | セルフカバー。 |